# 瀋丹高速道路
瀋丹高速道路（しんたんこうそくどうろ、簡体字: 沈丹高速公路）は、遼寧省の瀋陽市渾南区下深溝より、丹東市振興区桃源街に至る全長222kmの高速道路である。1998年一部区間が開通し、2003年7月に丹東市まで全通した。通遠堡服務区など3箇所のサービスエリアと1箇所のパーキングエリアがある。

## 施設
瀋陽-桃仙-劉千戸駐車場-楊千戸-辺牛-石橋子（服務区併設、服務区を挟んで石橋子北と石橋子南がある）-響山-本渓-本渓南-橋頭-南芬-下馬塘-草河口-通遠堡服務区-通遠堡-劉家河-鳳城-鳳城服務区-五龍背-丹東